# Power and Revolution: Geopolitical Simulator 4
Power and Revolution — четвёртая часть игры в линейке компьютерных игр Geopolitical Simulator в жанре стратегии и политического симулятора, в котором игрок выступает в роли главы государства или лидера оппозиционной партии. В обязанности игрока входит как решение экономических проблем, так и социальных, и военных. Игра была анонсирована 18 декабря 2015 года. Игрокам, игравшим в предыдущие части серии, вновь предложили пройти опрос на тему того, какие функции они хотели бы видеть в новой игре.

## Нововведения и улучшения
По сравнению с предыдущей частью серии — Masters Of The World: Geopolitical Simulator 3, четвёртая часть получила ряд нововведений:
- Новости и новый переработанный и оптимизированный интерфейс
- Более удобная боевая система — управление каждым юнитом в режиме боя (в том числе управление снарядами и ракетами)
- Карты городов и стратегические карты (участие в военных операциях непосредственно в городах, детализированные карты с показом прав населения, ВВП, и членами Совбеза ООН)
- Создание легальной оппозиции (проведение предвыборной кампании, провоцирование беспорядков)
- Революции и захваты власти (возможность захватить власть в стране)
- Гражданские войны на глобальной карте (возможность играть за любую сторону в конфликте)
- Реальные современные конфликты, в которых можно принять участие (по состоянию на 2016 год)
- Новые законы и документы (оценка, развитие и регулирование месторождений нефти и газа, управление неосвоенными территориями, управление военными расходами и мирными договорами, строительство линий высокоскоростных поездов по договоренности между странами, регулирование финансирования партий, запуск референдумов о самоопределении регионов)
- Возможность демонтировать военные базы
- Появятся новые регионы во Франции, Австрии, Украине, Сирии, Ливии и т. д.
- Возможность вступить в брак и развестись
- Возможность влиять на членов Совбеза ООН перед голосованием
- Новые персонажи: спецсоветник, дипломаты, миллиардеры, пресс-секретарь, частный детектив, а также обновленные главы государств, министры и партийные лидеры по всему миру
- Добавлена Организация Договора о коллективной безопасности
- Больше 20 новых сценариев: «Война в Ираке и Сирии», «Революции!», «Сепаратизм», «Украинская бойня», «Ливийский хаос», «Террор в Нигерии», «Йеменский пазл», «Сомалийская угроза», «Американские обязательства по климату», «Выборы в США (2016)», «Президентский брак» и прочие
- Возможность играть за повстанцев и террористов (управление войсками террористов)

## Дополнения

### 2017 Edition Add-on
20 января 2017 годы вышло платное дополнение 2017 Edition add-on. Данное расширение включает в себя новые сценарии с данными, обновленными по состоянию на 1 января 2017 года, а также новые характеристики.
Новые сценарии:
- Свободный режим "Правители" 2017. Выберите страну и играйте ее лидера, с учетом срока на 1 января 2017 года.
- Свободный режим "Демократические оппоненты" 2017. Выберите страну и играйте лидера оппозиционной политической партии с 1 января 2017.
- Проблема Рональда Дрампа: играйте за нового главу Соединенных Штатов и попытайтесь выполнить ваши предвыборные обещания: снижение налоговой нагрузки, стимулирование экономики и борьба с незаконной иммиграцией. При этом не доводя страну до банкротства, сохраняя свой рейтинг популярности и намереваясь добиться избрания на второй срок в 2020 году.
- Война в Сирии и Ираке в 2017 году: играйте одну или несколько воюющих сторон, используя новую карту конфликта по состоянию на начало 2017 года, и попытайтесь стать победителем или положить конец войне.
- Валовое Национальное Счастье: повысьте качество жизни ваших граждан путем введения реформ и попытайтесь повысить рейтинг вашей страны в глобальной системе.
- Выборы во Франции в 2017 году: играйте за одного из кандидатов, участвующих во французских национальных выборах, или же за текущего главу государства; проводите кампанию, управляйте своим бюджетом, создавайте свою предвыборную платформу, участвуйте в дебатах и постарайтесь победить на выборах (или добиться переизбрания) и получить самый высокий пост страны.

Новые характеристики:
- Управление Валовым Национальным Счастьем: уровень Валового Национального счастья определяется путем оценки ряда факторов, которые касаются медицины, потребительской способности, окружающей среды, образования, трудоустройства и национального богатства. Подробная таблица позволяет использовать различные сценарии.
- Выбор конкретного пункта высадки десантников во время атаки на город: можно атаковать неожиданно. Кроме того, стало возможным выбрать точку входа во время первого вторжения сухопутных войск.
- Глава государства может перейти в другую политическую партию или создать новую;
- Сохранение и архивирование всех запросов в пределах игры;
- Глава государства может отправлять полицейские подкрепления во время гражданских беспорядков (например, для того, чтобы избежать немедленного вмешательства армии);
- Доступ ко всем фактам и цифрам (сравнительные карты) с начала существования партии, что позволяет Вам оценить Ваш прогресс по сравнению с реальными данными;
- Возможность занимать позицию "за" или "против" при проведении референдума о независимости;
- Главе государства предоставляется обзор беспорядков и битв в прошлом и настоящем;
- Возможность изменить название и флаг новообразованного государства;
- Различные улучшения игры (расчет результатов выборов, контролирование единиц игрока искусственным интеллектом, эскалация тлеющих конфликтов...).
- Обновленная информация по состоянию на 01.01.2017: карты конфликтов, текущие городские битвы и состояние сторон-участников; данные о бюджете, экономике и социальном составе; политические и геополитические данные: новые правительства, формирование новых парламентов, дипломатические отношения между странами; новые политические участники - более 60 новых лиц (новые правительства в США, Великобритании, Испании и Италии; кандидаты президентских выборов во Франции; новый Генеральный секретарь ООН).

### 2018 Edition Add-on
- Свободный режим "Правители" 2018. Выберите страну и играйте ее лидера, с учетом срока на 1 января 2018 года.
- Свободный режим "Демократические оппоненты" 2018. Выберите страну и играйте лидера оппозиционной политической партии с 1 января 2018.
- Глобальный конфликт между США Северной Кореей: После того как Северная Корея отправила неснаряженную межконтинентальную ракету на побережье Соединенных Штатов, в отношениях между американским и севернокорейским президентом усилилось напряжение. Являясь лидером оппозиционной партии в США, отправьте президента в отставку законным путем, после чего положите конец северокорейской угрозе раз и навсегда, чтобы предотвратить начало мировой войны!
- Непосредственная террористическая угроза:террористические сети ведут чрезвычайно активную деятельность в стране. Похоже, что они готовят серьёзную атаку. Ответьте быстро и безжалостно: просмотрите базу данных террористов и нанесите удар в подходящий момент, чтобы остановить атаку.
- Первые шаги на Марсе:планета Марс – это новейшая цель человечества в космосе, с момента прогулки человека по поверхности Луны. Станьте первой страной, которая отправит экипаж на Красную планету!
- Значительная миссия:спланируйте и успешно проведите первую космическую миссию, которую еще не удалось провести другим странам.

### 2019 Edition
- Свободный режим "Правители" 2019. Выберите страну и играйте ее лидера, с учетом срока на 1 января 2019 года.
- Свободный режим "Демократические оппоненты" 2019. Выберите страну и играйте лидера оппозиционной политической партии с 1 января 2019.
- Глобальное потепление: Отдельный сценарий под названием "Глобальное потепление" основывается на целях Межправительственной группы экспертов по изменению климата (МГЭИК), а именно - ограничить глобальное потепление до 1,5 градусов Цельсия до 2100 года и сократить выбросы углекислого газа на 45% до 2030 года. Вы являетесь главой 30-ти стран, которые выбрасывают наибольшее количество углекислого газа. Ваша задача - инициировать глобальное преобразование энергетической сферы за счет изменения инфраструктуры (ликвидирование теплоэнергетической индустрии, строительство станций с возобновляемыми источниками энергии...), финансов (налоги на нефтепродукты, налог на выбросы углерода...), окружающей среды и инноваций (улавливание CO2, создание электромобилей...), и при этом избежать дефицита энергии и сохранить сбалансированный бюджет и социальную стабильность!
- Хаос 2030: В этом футуристическом и дистопическом режиме игры страны замкнулись в себе и отдали предпочтение более радикальным правительствам, некоторые из которых получили доступ к ядерному оружию. Отношения между странами натянутые; формируются источники конфликтов, ключевые международные организации распались. Битва с глобальным потеплением была проиграна: прогнозируется повышение температуры на 7 градусов до 2100 года, и серьезные последствия уже ощущаются. В условиях беспрецедентного экономического кризиса и роста социального неравенства люди находятся в напряжении, политические потрясения усиливаются, а террористические организации растут на плодородной почве нестабильности.
- Планета под угрозой! Весь мир на грани коллапса: глобальное потепление, массовые беспорядки, рост популизма и угроза глобального конфликта, перенаселенность, киберпреступность, новые военные зоны, загрязнение окружающей среды, нехватки запасов! Являясь лидером одновременно до 30 стран, постарайтесь реализовать целостную и эффективную политику, которая гарантирует планете пригодное для жизни будущее.
- Положение женщин: Постарайтесь существенно улучшить условия для женщин в тех странах, в которых права женщин ограничены: вводите новые политические стратегии и законодательные акты (политику относительно сексуального насилия, гендерного равенства в образовании, сексуального домогательства, отмена патриархата и женского обрезания, и т.д.), при этом сталкиваясь с реакцией консервативной оппозиции.
- Йеменская загадка: Постарайтесь положить конец затянувшемуся конфликту в Йемене: играйте в роли лидера повстанцев, которые захватили столицу (город Сана) или лидера их непосредственной оппозиции (приверженцев предыдущего режима, которые находятся на востоке страны и поддерживаются Саудовской Аравией), или же лидера незаконной организации, которая захватила порт в городе Аден и терроризирует прибрежный район.

### 2020 Edition
Новые сценарии:
- Моделирование пандемии Covid-19...

Пандемия воссоздана на основе фактических данных, и игрок может следить за ее темпами распространения с помощью различных графиков, статистических данных и карт, а также постоянно получать обновлённые данные непосредственно от начальника управления здравоохранения. В вашем распоряжении множество инструментов и законов, позволяющих замедлить распространение вируса: управление политикой по инвентаризации и распределению (маски для квалифицированных кадров и населения, скрининговые тесты, лечение, койко-места в отделениях интенсивной терапии и реанимации), строительство временных больниц, ряд карантинных мер (для населения, школ, предприятий, баров и ресторанов), ограничение на проведение собраний и поездок, регулирование перевозок, закрытие границ, использование программ слежения, перевод пациентов и разработка вакцин.
Все эти мероприятия могут быть заданы по региону и уровню заражения. Цель заключается в том, чтобы как можно быстрее остановить пандемию и замедлить её распространение для ограничения воздействия на экономику.
- .... и экономический кризис

В зависимости от ситуации игрок может ввести или снять ограничения на бизнес. В ответ на спад объема коммерческой деятельности могут быть приняты различные меры: частичная безработица, помощь бедным или поддержка проблемных секторов экономики для минимизации безработицы и снижения темпов роста.
Этот кризис может сильно повлиять на долг и бюджетный дефицит страны, и если в краткосрочной перспективе государство может рассчитывать на международных кредиторов, особенно как страна-член Европейского союза, то в долгосрочной перспективе игроку придется вернуться на более приемлемые уровни, чтобы не создавать беспокойства на финансовых рынках.
- Другие сценарии

Сценарий «Мир без Covid-19 (The World Without Covid), в котором игрок может управлять своей страной в «нормальном» режиме, без пандемии.
Сценарий «Мутация SARS-CoV-3» (SARS-CoV-3 Mutation), который происходит в 2022 году, когда после всеобщей вакцинации населения планеты от Covid-19 исследователи обнаруживают нового пациента с вирусом, устойчивым к вакцине. Неужели вирус мутировал?
Вызываемый пандемией кризис ввергает мир в хаос: в сценарии «Коронация» (Coronation) игрок может воспользоваться сложившейся ситуацией, чтобы установить королевское правление и стать абсолютным монархом.
- Сценарии и возможности военной игры

Был добавлен ряд военных единиц и возможностей: противоракетные и зенитные батареи, которые могут быть развёрнуты в скрытых местах для перехвата воздушных атак; межконтинентальные ракетные пусковые шахты и зенитные пусковые шахты, которые трудно уничтожить, и которые могут запускать ракеты на очень большие расстояния; формирование отрядов, что позволяет перемещать подразделения для нанесения совместной атаки или защиты друг друга; бомбардировка с крейсеров для поражения нескольких вражеских подразделений за один ход; формирование групп спутников или дронов для охвата большей площади; добавление противоракетного вооружения для авианосцев и некоторых крейсеров; добавление режима «Туман войны»; маскировка стационарных ракетных установок и усиление защиты военных баз.
В специальном мини-руководстве подробно описаны возможные функции всех воинских подразделений.
Также представлены многочисленные сценарии молниеносной войны, отражающие геополитический контекст потенциальных конфликтов, в которых большие страны выдвигают претензии на территории других государств. Игрок может играть в роли агрессора, пытаясь аннексировать территорию противника в течение определенного времени; отбиваться в роли обороняющейся стороны, пока международное сообщество мобилизуется и заставит захватчиков отступить (Китай против Тайваня, Россия против Грузии, Турция против Ливии и т.д).
- Выборы в США 2020

Выберите своего кандидата от Республиканской или Демократической партии и запустите свою кампанию, чтобы стать следующим президентом Соединенных Штатов.
Другие дополнения:
- God'n Spy: Возможность сменить страну в середине игры, приобретать ядерные ракеты, увеличивать ограничение на дополнительные доходы
- Разработка 5G
- Строительство электростанций ядерного синтеза
- Добавлена Всемирная организация здравоохранения
- Новая экономическая организация — Евразийский союз
- Более быстрые спутники
- Инструмент для создания модов: Возможность создания модов с 30 странами для игры
- Лучшее отражение политических тенденций в союзничестве между странами, особенно на фоне изменений в политических партиях
- Возможность изменить национальный гимн
- Система автоматического реагирования на поданные запросы
- Опции по отключению теледебатов на выборах и запуску игры в фоновом режиме
- Новые достижения

Обновленная информация по состоянию на 1 января 2020 года:
- О бюджете, экономике и социальном составе.
- Политические и геополитические данные: новые правительства, формирование новых парламентов, дипломатические отношения между странами.
- Характеристики окружающей среды.
- Военные данные и карты конфликтов, текущие городские битвы и состояние сторон-участников.
- Террористические организации: их силы, возможности и ресурсы.
- Новая страна: Эсватини
- Новый алгоритм создания имен на основе используемого языка.
- Новые персонажи с новыми лицами: новые главы государств и правительств (Бразилия, Италия, Испания, Венгрия, Пакистан, Мексика...), новые министры и лидеры партий (США, Франция, Германия...), международные знаменитости, занимающиеся вопросами феминизма, а также новый флаг Ирака.

### 2021 Edition
В 2020 году пандемия привела к вялой экономике, баснословному увеличению долга и росту экономической незащищенности. Но в начале 2021 года надежда возродилась с появлением вакцин против Covid-19: на горизонте виднеется конец кризиса в области здравоохранения и возобновление роста, а с инаугурацией нового американского президента также началась новая эра дипломатии. Играя в роли главы одной или нескольких стран, выиграйте битву с вирусом, проведя кампанию по вакцинации, возродите экономику и перемещайте пешки на политической шахматной доске с помощью новых стратегий: создание партийных коалиций, переговоры в ходе встреч глав государств, соглашения о свободной торговле, налоги на общемировые доходы, дипломатические инициативы (научное сотрудничество, обмен студентами, год культуры) и т.д.
В столь обширном и очень реалистичном моделировании Европейского Союза предлагается множество политических загадок, которые нужно решить для развития организации: правила голосования и деятельности институтов, подробные бюджеты, новые налоги, фискальная и социальная гармонизация, торговые соглашения и т.д.
Также игрокам предстоит столкнуться и с другими задачами: в «Задачи Байдена» попытайтесь достичь амбициозных целей в качестве нового главы американского государства; примите участие в федеральных выборах в Германии и в случае победы попытайтесь сформировать коалицию для управления страной; а с помощью новой всемирной системы управления случаями со смертельным исходом примите меры для уменьшения их воздействия и ограничения числа смертей.
Новые сценарии:
- Создание политических коалиций

Игрок может вести избирательную кампанию или возглавить страну, вступив в союз с другими политическими партиями. Для этого необходимо будет создать единую программу и взять на себя обязательства по распределению государственных должностей.
- Встречи глав государств

Игрок может вести переговоры напрямую с различными независимыми членами, оказывая влияние на них, и пытаться изменить результат голосования, отображаемый на экране. На собраниях ЕС можно предложить компенсацию членских взносов.
- Соглашения о свободной торговле

Могут быть предложены различные типы соглашений. В зависимости от экономического, политического или экологического воздействия это позволит вам развивать различные объемы торговли между странами или ЕС и,таким образом, способствовать экономическому росту.
- Различные дипломатические инициативы

Страны могут сотрудничать и улучшать отношения путем реализации программы обмена студентами; проведения года культуры, посвященного принимающей стране; строительства транснациональных автомагистралей; научного сотрудничества, направленного на совершение открытий и обмена ими за счет объединения научных знаний и финансовых средств.
- Моделирование Европейского Союза

Для моделирования работы и обеспечения возможности ее развития был добавлен комплексный механизм деятельности Европейского Союза, а именно: роли исполнительной и законодательной власти, подробные бюджеты расходов и доходов, система членских взносов стран, выплаты помощи, экономический кризис и рейтинг всех регионов стран-участниц, проводящих выборы в Европе и т.д.
Игрок может предлагать решения во всех сферах деятельности ЕС, особенно правила социальной и финансовой гармонизации между странами-участницами, но они должны быть тщательно продуманными и убедительными, потому что решения принимаются коллективно, и при этом стороны иногда голосуют в различных целях. В этом случае изменение правил голосования будет особенно интересным. Игрок также может перераспределять получаемую от ЕС ежегодную помощь, чтобы попытаться максимально увеличить эти субсидии.
Сценарии, относящиеся к ЕС, включают следующее: «Шелковый путь Пекин-Берлин», «Расширение Европейского Союза» и «ЕС — ведущая мировая держава и глобальная демократия».
- Задачи Байдена

Играя в роли главы США, игрок должен выполнить все обещания, данные в ходе избирательной кампании и выступления с ежегодным докладом о положении дел в стране (а это более двадцати целей). Главным образом они охватывают налогово-бюджетную политику, крупные инвестиции в инфраструктуру, развитие экологически чистых источников энергии, прекращение кризиса в области здравоохранения и сокращение неравенства и дискриминации. Но существует угроза возобновления напряженности среди американского населения, особенно в связи с программой, которая сильно оскорбляет самые радикальные слои консервативной оппозиции…
- Пандемия COVID-19

С вирусом в мире еще не покончено. Все данные были обновлены по состоянию на начало 2021 г., и игрок должен провести кампанию по вакцинации и положить конец кризису в области здравоохранения. В дополнение ко всем типам уже существующих ограничений игрок может установить приоритетные задачи вакцинации вместе и проводить политику в области здравоохранения и вакцинации (паспорт вакцинации и т.д.).
- Моделирование случаев со смертельным исходом.

В игру интегрирована фактическая статистика смертности по каждой стране мира. Смоделировано около тридцати причин смерти (рак, инсульт, недоедание, диабет, болезни сердца, дорожно-транспортные происшествия и т.д.), и игрок может действовать для уменьшения этих случаев.
- Новые ситуации реального мира

Выборы в Германии: выступая в роли кандидата на федеральных выборах в Германии, игрок может претендовать на место канцлера Германии после 16 лет пребывания у власти. Но данные реальных опросов, включенных в игру, показывают, что получение большинства в Бундестаге одной партией кажется невозможным. Создание политической коалиции будет одним из препятствий, которые необходимо преодолеть для управления страной.
Налог на общемировые доходы транснациональных корпораций: выступая в роли главы американского государства, игрок может попытаться навязать всемирную финансовую реформу в отношении налогообложения крупнейших транснациональных компаний, ограничив налоговые убежища и укрепив национальные финансы, что очень важно в период текущего кризиса; но переговоры в G20 могут оказаться сложными.
Сценарий «Мир без Covid-19» возвращает игрока в 2021 г. и предлагает «нормальное» положение вещей без пандемии.
Другие дополнения:
- God'n'spy: развернутое представление об стратегических и экономических отношениях между странами (организации, сообщества, окружение, политические тенденции, религиозные сообщества т.д.).
- Брандспойт: добавьте брандспойт на автомобиль в ходе городских беспорядков, чтобы разогнать демонстрантов на обширной области и препятствовать проходу, при этом не прибегая к применению огня на поражение.
- Обратный выкуп займов для игрока и, благодаря резерву казны, нет необходимости погашать оставшиеся проценты.
- Карта политических тенденций, отображающая тенденции правительств, находящихся у власти в разных уголках планеты.
- Карта регионов Европейского Союза с цветовым обозначением каждого региона ЕС в зависимости от его рейтинга экономического развития.
- Расчёт и отображение организационной эффективности на экономическом (получение очков роста) и военном уровне.
- Новое управление тарифами, включая международные соглашения и инициализация фактических поступлений.
- Улучшенный выбор города/региона на карте.
- Новые достижения
- 64-разрядный микропроцессор: увеличение скорости от 10% до 25% за прохождение «1 месяца», увеличение скорости на 10% за загрузку игры.

Обновленная информация по состоянию на 1 января 2021 года:
- Данные о бюджете, экономике и социальном составе.
- Политические и геополитические данные: новые правительства, формирование новых парламентов, дипломатические отношения между странами.
- Экологические данные, включая % переработки отходов
- Военные данные и карты конфликтов, текущие городские битвы и состояние сторон-участников.
- Террористические организации: их силы, возможности и ресурсы.
- Обновлено население городов и добавлены новые города.
- Новая организация G5 Сахель
- Новые персонажи с новыми лицами: новые главы государств или правительств (США, Япония, Бельгия и т.д.), новые министры и главы партий (США, Франция, Германия и т.д.), основные лидеры ЕС.

### 2022 Edition
Новые сценарии:
- Украинский кризис

В сценарии, посвященном конфликту на Украине, игрок может играть за Украину и одну или несколько стран НАТО, сопротивляясь наступлению российских танков, поддерживая украинскую армию, призывая к финансовым санкциям против России, принимая беженцев, делая российского президента непопулярным в глазах народа или побудив Китай официально выступить против конфликта.
Симуляция конфликта потребовала разработки новых возможностей и расширения различных аспектов: доступ к базам союзников, обеспечение вооружением, подсчет потерь и расходов на войну, мирный договор с разделом завоеванных областей, влияние военных потерь на популярность, поведение ИИ стран в условиях военного времени (решения НАТО, решения о всеобщей мобилизации, решения о вступлении или выходе из конфликта и т.д.), лучшее привлечение экономических эмбарго и их влияние на цены, введение финансовых санкций и их последствия и возможность влияния на лидеров, управляемых ИИ, чтобы они тоже реализовывали санкции, прием беженцев, исключение и бойкот спортивных или культурных мероприятий и т.д.
В обычном режиме игры можно играть за все страны, начиная с того же военного контекста и военных событий, как и в реальном мире.
- Теории заговора и фейковые новости

В стране могут появиться различные теории заговора в зависимости от множества факторов, особенно от уровня контроля над социальными сетями. Игрок может запускать информационные кампании и кампании по опровержению, чтобы попытаться повлиять на общественных деятелей, распространяющих эти теории, чтобы они отказались от них, или принять более решительные меры по контролю над Интернетом.
С помощью спецслужб игрок в роли главы государства может действовать за границей, распространяя теории во вражеских странах, а также действовать в родной стране, подстрекая распространение фейковых новостей о предположительно враждебных персонажах.
- Цели в области борьбы с изменением климата и конференции

В выпуске 2022 Edition игрок сможет сделать реальный вклад в борьбу с глобальным потеплением.
С помощью моделирования конференций по изменению климата (COP) можно будет изменить цели по сокращению выбросов CO2, поучаствовать в принятии решений о Зеленом климатическом фонде, предназначенном для помощи развивающимся странам, и, прежде всего, повлиять на другие страны, чтобы они (с помощью системы ИИ) делали больше усилий, устанавливая цели для всех стран, а также предпринимая соответствующие действия и законодательные меры для реализации. Наконец, игрок сможет точно и подробно следить за тенденциями глобального потепления вплоть до 2100 года.
- Защита животных

Теперь все страны мира оцениваются в соответствии с их усилиями в области защиты прав животных. Для продвижения своей страны игроку доступен специальный бюджет и целый набор законодательных мер: регулирование охоты, признание прав животных, положение в отношении корриды, производство фуа-гра, клеточное звероводство, охота на китов, тестирование на животных в косметической продукции, содержание морских млекопитающих в аквариумах или диких животных в цирках, собачьи бои, выращивание животных для меха и т.д.
Особый сценарий позволяет игроку стать одной из самых почетных стран мира в отношении защиты прав животных.
- «Задачи Байдена: Три года до успеха»

Этот сценарий позволяет игроку выступить в роли американского президента с целью реализовать все реформы, выполнение которых было обещано к концу срока.
- «Выборы во Франции»

Сценарий позволяет играть за любого кандидата в начале официальной избирательной кампании на выборах во Франции в апреле 2022 года.
Другие дополнения:
- Развитие секретных служб: новый экран отображения бюджета и управления с записями по конкретным странам и возможностью нескольких целей для каждой шпионской сети, более сильное влияние на популярность глав иностранных государств (которые могут быть свергнуты или могут инициировать новые выборы) и манипулирование социальными сетями.
- Переработка мусора: добавление новой глобальной угрозы, увеличение объема мусора и введение налога на использование пластиковой упаковки.
- Управление Covid в 2022 году с помощью бустерной вакцинации и моделирования новых штаммов вируса.
- Отображение рейтинга популярности глав государств, управляемых ИИ
- Боевые роботы: Разработка нового высокотехнологичного оружия. Эти автономные или управляемые роботы могут вести наземные операции без риска потерь боевого состава.
- Атомные электростанции ММР: добавление этих малых электростанций по более низкой цене обеспечивает альтернативу («безуглеродную» электроэнергию) с возможностью заключения контрактов на строительство (покупка или продажа) с зарубежными странами.
- В режиме God'n'spy: подробная диаграмма уровня демократии/диктатуры стран, возможность удаления сыгранной страны, управление инфляцией, ускорение найма персонала, устранение ограничения строительства, привязанного к доступной рабочей силе.
- Возможность переименовывать места на карте
- Строительство: фиксирование максимального количества строящихся зданий в зависимости от доступной рабочей силы и возможность автоматического запуска новых строительных проектов после завершения предыдущих.
- Расширение выбора при смене политической партии: региональные, экологические, антиглобалистские и религиозные партии или партии, не существующие в стране.
- Добавлены музыкальные награды: Премия Грэмми и конкурс песни Евровидение
- Новые виды спорта: киберспорт и смешанные единоборства в тяжелом весе
- Новые достижения

Обновленная информация по состоянию на 1 января 2022 года:
- Данные о бюджете, экономике и социальном составе.
- Политические и геополитические данные: новые правительства, формирование новых парламентов, дипломатические отношения между странами.
- Данные об окружающей среде, включая цели стран по сокращению выбросов CO2 и углеродной нейтральности.
- Военные данные (включая рейтинг по военной мощи) и карты конфликтов, текущие городские сражения и статус противостоящих сил.
- Террористические организации: их силы, возможности и ресурсы.
- Обновлено население городов и добавлены новые города.
- Новые коммерческие организации: ВРЭП и Фонд защиты животных
- Новые персонажи с новыми лицами: главы государств и правительств, новые министры и лидеры партий (Германия, Италия, Япония и т.д.), кандидаты на президентских выборах во Франции.

### 2023 Edition
Издание 2023 года позволяет играть за любого главу государства или лидера оппозиции на планете, за главу одного или нескольких государств по состоянию на 1 января 2023 года со всей обновленной информацией, политическими изменениями и данными о вооружении для каждой страны в мире.
2023: мир находится под давлением!
С началом 2023 года война всё ещё тревожит планету. Помимо риска военной эскалации в этом конфликте, последствия могут быть и геополитическими (столкновение идеологий между демократической и авторитарной моделью), а также экономическими (из-за сохранения очень высокой инфляции во всем мире, которая ведет к снижению покупательной способности и увеличению социального неравенства).
Тем не менее, все страны мира согласны с тем фактом, что война должна закончиться как можно скорее!
Для ещё более детального моделирования этого конфликта было добавлено несколько особенностей военно-тактической игры: рытье траншей, строительство противотанковых линий типа «зубы дракона» и бункеров, введение артиллерии с использованием минометных снарядов, закладка минных полей, имитация боевого духа войск, что влияет на боевую эффективность и риск дезертирства, возможность скрытной переброски войск, использование дронов-камикадзе, частичная мобилизация, выделение бюджета на обучение и оснащение пехотинцев, найм частной военизированной группы, высокоскоростные ракеты, создание международной военной базы и т.д.
Сценарий «Контрнаступление» позволяет играть за одну из сторон в момент начала наступления с актуальными данными о линиях фронта, численности войска, подробной информации о вооружении и т.д. Ваша цель заключается в том, чтобы вернуть как можно большую часть своей территории, чтобы иметь возможность вести переговоры о мирных соглашениях с позиции силы, при этом помня о возможности ядерного оружия.
После нескольких лет пандемии COVID уровень иммиграции во всем мире снова существенно вырос в результате разрушительного воздействия глобального потепления и экономических последствий в бедных странах из-за роста цен на энергию и продукты питания. В выпуске игры GPS 2023 Edition расширено механизм миграции, за счет интеграции подробной информации об иммиграционном потоке для всех стран, въезде и выезде (незаконная иммиграция, экономическая, студенческая, гуманитарная, воссоединение с семьей и т.д.) и предложения новых инструментов миграционной политики: регулирование jus solis, воссоединение с семьей, натурализация, легализация нелегалов; строительство центров содержания под стражей и пограничных ограждений; соглашения со странами происхождения о выдаче виз, укреплении границ, задержании транзитных мигрантов, содействии депортации нелегальных иммигрантов; въезд и выезд из Шенгенской зоны и т.д. Новый сценарий по сокращению нелегальной иммиграции продемонстрирует, как будет происходить реализация этих действий.
Другие темы, разработанные для издания 2023 года:
- продажа, покупка и аннексия территории с целью захвата или уступки территории мирным путем посредством всенародного референдума. Сценарии захвата и аннексии Гренландии (как крупной мировой державы, так и скандинавской страны) позволяют осуществить изменения суверенитета.
- судебная система и определение строгости наказаний – различные положения о мерах контроля (распознавание лица, социальный кредит), законодательство о молодежи страны (возраст уголовной ответственности, сексуальное согласие, телесные наказания) вместе со сценарием по снижению преступности.
- права детей, защищаемых в первую очередь представителем ЮНИСЕФ, с целью улучшения их жилищных условий и искоренения детского труда и педофилии.
- различные социальные законы (например, суррогатное материнство, статус трансгендерных лиц, уровень ограничений на курение в общественных местах, регулирование религиозной одежды, борьба с незарегистрированной занятостью и современным рабством) и многие другие дополнения (например, процентные ставки Европейского центрального банка, закрепление выходного пособия, вариант реалистичных сроков строительства, сенат Австралии, сверхмощные ветровые и солнечные электростанции, сценарий создания более 100 демократических стран в мире), различные улучшения мода God'n'Spy (вступление в организацию, ускоренное производство боевой техники, данные о боеспособности солдат) и т.д.

## Режим God'n Spy
29 июля 2016 года вышло платное дополнение God'n Spy Add-on. Используя этот режим игры, стало возможным в любой момент получить доступ к внутренним спрятанным переменным игрового движка, изменять определенные переменные, а также создавать и удалять события. Этот режим игры также позволяет вернуться в качестве другого персонажа и продолжать играть, если ваша партия проиграет.
Список переменных для изучения:
- идеологическая координация вашего персонажа (главы государства) с вашим правительством и политической партией
- ваш уровень активности (по мнению общественности)
- список тем, которые вы адресовали
- политические тенденции других глав государств
- уровень диктатуры в других государствах
- уровень ответственности враждующих групп, вовлеченных в конфликт
- политический уклон и значение в избирательном процессе любого персонажа
- предпочитаемая тема любого персонажа
- степень серьезности бедствия, беспорядков и террористической атаки
- анализ экономического соглашения перед его утверждением
- подробные данные относительно выбора электората, как будто в этот самый день были проведены выборы
- информация о Вашем оппоненте
- уровни популярности акции протеста
- уровень уместности запуска акции протеста Вашей партией
- уровень уместности подстрекания группы к запуску акции протеста

Список изменяемых переменных:
- дополнительные доходы, позволяющие реализовать незапланированные идеи
- ваша популярность
- ваше здоровье
- экономические и стратегические взаимоотношения между странами
- уровень популярности любого персонажа
- верность персонажа по отношению к вашему персонажу (главе государства)
- для любого персонажа: уровень опыта, харизматичность, здоровье, позитивные прогнозы, политические интересы; моральная позиция, степень влияния, уровень защиты, а также устойчивость к алкоголю
- отклонение или утверждение любого национального законопроекта или предложения о международном вмешательстве от ООН
- количество военных единиц (для всех видов оружия)
- возможность немедленного завершения строительных проектов
- возможность мгновенного успеха в работе секретных служб или агента 001
- если вы проиграете в одном туре, возможность продолжения игры с новым лидером государства
- доход Вашей законной партии или незаконной организации
- вооруженные силы Вашей незаконной организации
- количество ракет в Вашей законной или незаконной армии
- возможность определения всех замаскированных лагерей повстанцев Вашими дронами
- возможность обеспечения невидимости Ваших замаскированных лагерей повстанцев без ограничения по времени
- возможность нормализации Вашей незаконной организации

Список событий, которые можно создавать, прекращать и удалять:
- скандалы, связанные с каким-либо персонажем
- стихийные бедствия
- беспорядки
- вооруженные конфликты с выбором победителя и уровня ответственности враждующих сторон
- террористические акты (нападения, захват заложников)
- конфликт с террористическими организациями
- битвы в городе.